# 波氏異齒䲁
波氏異齒䲁（學名：Ecsenius portenoyi），又稱波氏無鬚䲁，為輻鰭魚綱鳚形目䲁科異齒䲁屬的一種，分布於中西太平洋斐濟及美屬薩摩亞海域，深度0至14公尺，本魚體延長，稍側扁，似圓柱狀；頭鈍短。前鼻孔具一鼻鬚；無眼上鬚及頸鬚，齒門牙48至57顆，後犬齒，兩側各一個，側線無垂直孔對，背鰭硬棘12枚、背鰭軟條13-15枚、臀鰭硬棘2枚、臀鰭軟條14-16枚，體長可達4.5公分，棲息在水淺的礁石區，雌魚產附著性卵，雄魚有護卵行為，幼魚為浮游性，生活習性不明。